# Кербер, Борис Львович
Бори́с Льво́вич (Лю́двигович) Ке́рбер (нем. v. Körber) (14 (27) апреля 1907, Санкт-Петербург — 28 ноября 1978, Москва) — советский авиаконструктор, специалист в области авиационного оборудования.
Заместитель Генерального конструктора А. С. Яковлева по оборудованию. Заместитель Генерального конструктора А. И. Микояна по оборудованию.
Лауреат Сталинской премии (1951).
Потомственный дворянин, представитель немецко-балтийского духовно-аристократического рода Körber. Евангелическо-лютеранского вероисповедания.

## Биография
Борис Кербер стал третьим сыном в семье морского офицера Людвига Бернгардовича Кербера и его жены Ольги Федоровны (ур. фон Шульц). Отец, который по долгу службы почти непрерывно находился в плаваниях, длительных  командировках, а после Октябрьской революции оказался в эмиграции, — в воспитании сына участия практически не принимал. Борис воспитывался матерью и старшим братом Виктором.

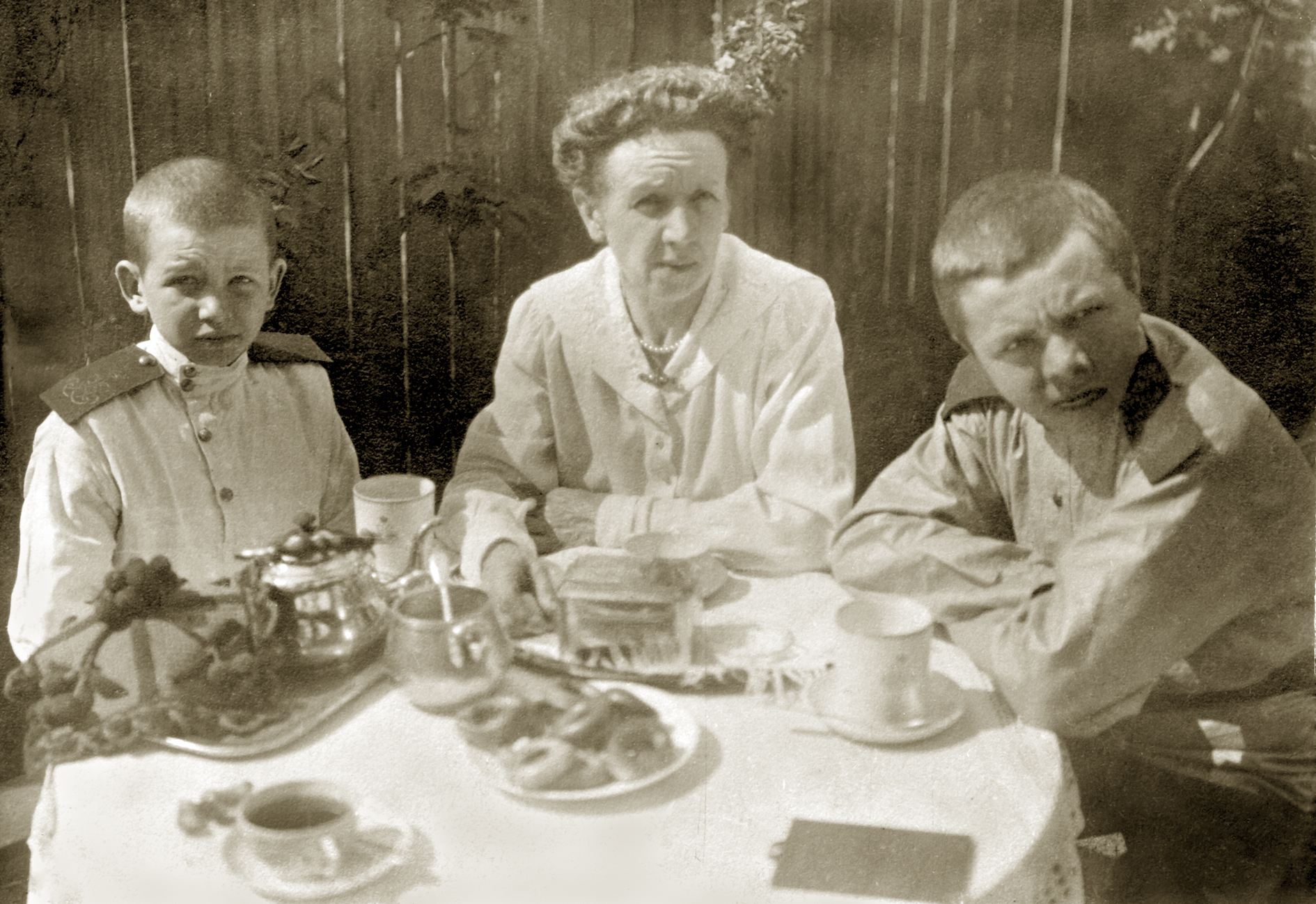
Кадеты Первого кадетского корпуса: Борис (слева) и Леонид Керберы с матерью Ольгой Федоровной. Стрельна, сентябрь 1917 г.

В 1917 году Борис поступил в Первый кадетский корпус, но уже в марте следующего года из-за расформирования корпуса вынужден был прервать образование. В это время вместе с матерью и братом Леонидом он проживал на 10-й линии Васильевского острова. После того, как «в порыве классовой ненависти» семья адмирала была выставлена революционными матросами на улицу, они перебрались в Лугу, где жили близкие матери: сестра Мария и брат — отставной вице-адмирал Михаил Фёдорович Шульц.
В Луге до 1921 года Борис учился в школе. За эти три года ему пришлось быть свидетелем многих событий. Он испытал  голод, видел, как брала город Северо-Западная армией Юденича и как потом отступала... На его глазах перед самым приходом белых, в августе 1919 года, чекисты арестовали его дядю — вице-адмирала М. Ф. Шульца, которого вскоре расстреляли. В 1921 году с матерью и братом Леонидом, успевшим поучаствовать на стороне красных в Гражданской войне, переехал в Таганрог. Здесь осел старший брат, который после службы морским лётчиком в составе белой армии Деникина сумел устроиться инженером на местный авиазавод. Имея всего три класса образования, Борису надолго забыл об учёбе. Чтобы семья могла выжить, он вынужден был подрабатывать на авиазавод и наравне со взрослыми заниматься домашним хозяйством.
С весны 1922 года Б. Кербер проживал в Москве, куда на конструкторскую работу в  Главное управление авиационных заводов (Главкоавиа) был переведен старший брат. Некоторое время он выполнял черновую работу в конструкторской группе Д. П. Григоровича, сотрудником которой оказался Виктор Корвин-Кербер. К зиме 1922 года Борис устроился в Государственный центральный авиационный склад-парк, находившийся в северо-восточной части Ходынского аэродрома. Здесь он проявил особый интерес к разнообразному авиационному оборудованию. Это заставило много читать, заниматься самообразованием.

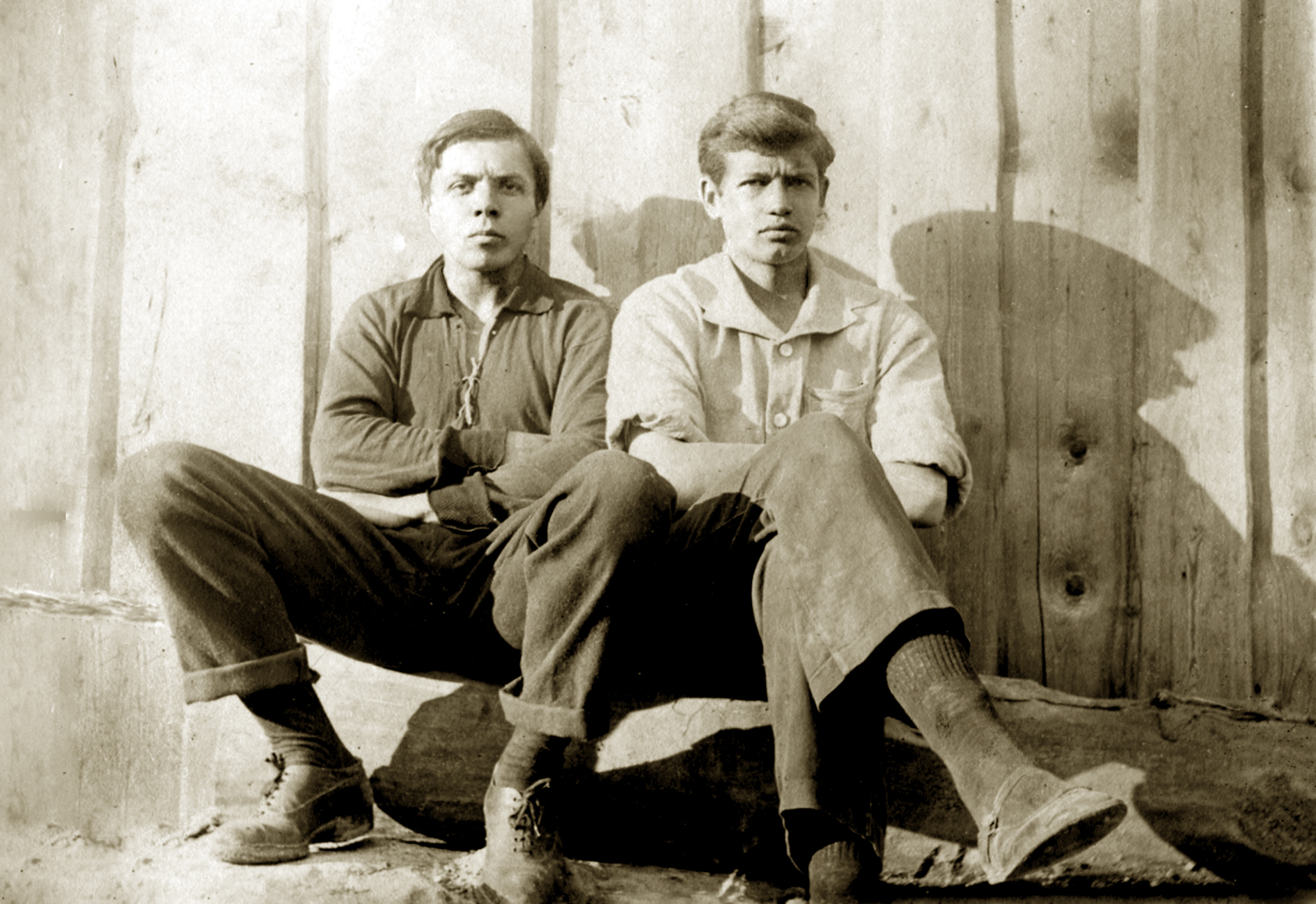
Братья Леонид (слева) и Борис Керберы, когда все только начиналось. Москва, 1924 г.

Из-за проблем со здоровьем весной 1923 года Б. Кербер оставил работу, но уже осенью, имея за плечами всего 3 класса, он экстерном сдал все экзамены и поступил в 9-й класс школы. С января 1924 года параллельно с учёбой он работал в Московской высшей школе красновоенлетов. Весной 1925 года, получив аттестат о среднем образовании, Борис, как представитель «социально чуждого класса», сумел поступить лишь в единственное в Москве частное высшее образовательное учреждение — Государственный электромашиностроительный институт  имени Я. Ф. Каган-Шабшая (слово «государственный» означало, что выпускники получали дипломы государственного образца). Однако, несмотря на помощь двоюродного брата В. Е. Гарфа, финансовая нагрузка для семьи оказалась непосильной, и через несколько месяцев он вынужден был оставить учёбу.
В течение двух лет Б. Кербер работал электромонтажником, пока в 1929 году не был призван на действительную службу в РККА. Поскольку он имел законченное среднее образование, в армии служил по программе годичной подготовки младших командиров РККА запаса. Успешно пройдя аттестацию, в октябре 1930 года Борис был уволен «в отпуск до окончания пятилетнего срока службы».

### Начало пути в авиации. ЦАГИ
В это время в Москве, в «шараге» ЦКБ-39 ОГПУ им Менжинского, работал осуждённый за вредительство старший брат Виктор. К осени 1930 года заключенные уже успели построить истребитель И-5 и трудились над новыми проектами самолётов, заданиями на которые щедро обеспечило их ОГПУ. Для этой работы одних заключенных уже не хватало и было принято решение привлекать вольнонаемных специалистов и рабочих. Виктор похлопотал за брата, и в начале 1931 года Бориса зачислили вольноопределяющимся электриком в штат ЦКБ-39.
В 1931 году прошла серия реструктуризаций. Большинство заключенных ЦКБ-39 было помиловано, а само ЦКБ-39 продолжило свою работу под названием ЦКБ Всесоюзного авиационного объединения (ВАО), которое в августе того же года было слито с Отделом авиации, гидроавиации и опытного строительства (АГОС) ЦАГИ. Так было образовано ЦКБ ЦАГИ под руководством С. В. Ильюшина. Б. Кербер оказался сотрудником его экспериментального электротехнического отдела, которым руководил А. А. Енгибарян.

Б. Л. Кербер среди руководящего состава бригады В. М. Петлякова (ОКБ Туполева). 1935 г.

Впервые Б. Л. Кербер обратил на себя внимание, когда А. А. Енгибарян, сам не веря в успех, поручил ему задание, выданное А. Н. Туполевым по полной замене всей схемы электрообеспечения бомбардировщика ТБ-3. Был отпущен мало реальный срок в 4 месяца, но Борис Львович с небольшой группой сотрудников с заданием великолепно справился. Многие  предложенные им решения, влияющие на устойчивость энергообеспечения самолёта при разных условиях работы двигателей и полётных режимах носили отчётливо новаторский характер. А. Н. Туполев высоко оценил результат. Почти сразу Б. Л. Кербер был включён в группу по проектированию электрооборудования для лайнера АНТ-20 («Максим Горький»). Задание на создание этого самолёта-гиганта ОКБ Туполева получило в 1932 году. Помимо обычного, здесь было много специального оборудования связанного с необычным назначением самолёта как «агитационного».
Бригада Б. Л. Кербера занималась прокладкой электрической сети, соединительными коробками и специальной аппаратурой. Впервые для отечественной авиации часть созданных и смонтированных им агрегатов работала на переменном токе. Общая оценка работы Б. Л. Кербера оказалась очень высокой, и после завершения проекта в 1934 году он был переведен в ОКБ Туполева — начальником группы оборудования бригады В. М. Петлякова. Здесь он занимался оснащением оборудованием бомбардировщика АНТ-42 (Пе-8). Все было относительно неплохо до 1937 года, когда начались аресты. Среди многих были арестованы А. Н. Туполев и В. М. Петляков. Когда же в мае 1938 года на Лубянке оказался и брат Бориса Леонид Кербер, Н. Н. Поликарпов, заменивший А. Н. Туполева в должности главного конструктора ОКБ, решил «спрятать» Бориса Львовича. Он отправил его в длительную командировку в Казань, где на заводе № 124 планировался запуск серийного производства АНТ-42.

### В ОКБ Яковлева
Усилия Н. Н. Поликарпова оказались напрасными. В конце 1938 года Б. Л. Кербер был срочно вызван в Москву и 8 января 1939 года в отделе кадров ЦАГИ получил уведомление об увольнении. Однако уже на следующий день его пригласил к себе А. С. Яковлев, который пользовался большой поддержкой И. В. Сталина и мало обращал внимания на кадровые запреты. Он, единственный, мог себе позволить принимать на работу «неблагонадежных» сотрудников, что во многом позволило ему собрать весьма сильный коллектив. Более того, принадлежность к ОКБ Яковлева отчасти защищало конструкторов и инженеров от НКВД.
Вначале, большого удовлетворения от работы в ОКБ Яковлева Б. Л. Кербер не ощущал. В довоенный период, как он сам позже писал: «Оборудования на них кот наплакал. Все рассматривается только с точки зрения веса…». Связано это было с индивидуальными особенностями главного конструктора. Долгое время А. С. Яковлев весьма скептически относился к роли электрорадиооборудования в авиации и Б. Л. Кербера пригласил к себе лишь потому, что стал слышать много нареканий на свои самолёты именно в связи с этими недостатками.
Перед началом войны шла организация производств истребителей Як-1 и УТИ-26 на заводах в Саратове и Химках. На этих работах Б. Л. Кербер и был занят. Постепенно у А. С. Яковлева стали меняться представления о роли оборудования на истребителях. Особенно это стало заметно, когда с началом Отечественной войны многие заводы-смежники перестали поставлять свою продукцию, из-за чего недоукомплектованные самолёты накапливались на заводах, в то время, как на фронте в них была огромная потребность. В Саратове, куда А. С. Яковлев направил Бориса Львовича в июле 1941 года, приходилось прибегать к нетривиальным способам решения этих проблем. Главным условием было сохранение безостановочности всего производства. В результате доукомплектованные самолёты стали поступать на фронт. Предполагалось, что в Саратов Б. Л. Кербер приехал надолго, однако вмешался Указ Президиума Верховного Совета СССР от 28 августа о депортации немцев Поволжья. Вспомнилось, что Б. Л. Кербер этнический немец. Чтобы избавить Бориса Львовича от участи местных немцев автономной республики дирекция авиазавода предложила ему с семьёй срочно возвращаться в Москву.
К концу лета 1941 года ОКБ Яковлева было эвакуировано на завод имени В. П. Чкалова в Новосибирск, где Б. Л. Кербер работал над различными модификациями Як-1, Як-7 и Як-9. Впервые на истребителе Як-9Д (дальний) Борис Львович установил радиостанцию СЦЗ-234 и радиокомпас «Бендикс», что сразу получило самую высокую оценку фронтовых лётчиков.
Вскоре после окончания войны коллектив ОКБ Яковлева приступил к созданию первого отечественного реактивного истребителя Як-15. Как на этом самолёте, так и на последующих — Як-17, Як-23, Як-19, Як-30, Як-50 всё электронное оборудование разрабатывалось и устанавливалось бригадой под руководством Б. Л. Кербера. В эти же годы при его непосредственном участии была создана одна из самых удачных машин Яковлева — перехватчик Як-25, которым Б. Л. Кербер особенно гордился.
На базе Як-25, обладавшего большой высотой полёта был создан первый лёгкий аэрофотосъёмочный разведывательный самолёт Як-25Р. Для него Борис Львович разработал аппаратуру с дистанционным управлением. Особенность этого оборудования заключалась в возможности съёмок местности из различных положений самолёта по отношению к поверхности земли. Непрерывное повышение роли оборудования самолёта привело к тому, что с 1955 года в ОКБ появилась должность заместителя генерального конструктора по оборудованию, которую занял Б. Л. Кербер.

Тем не менее, А. С. Яковлев видимо, по-прежнему недооценивал возрастающее значение оборудования на своих машинах. Как-то в беседе с Е. Г. Адлером, уже предполагая расстаться с Б. Л. Кербером, он предложил: 
А вы не взялись бы за эту работу?
— Что вы, Александр Сергеевич, я же самолётчик до мозга костей.
— Вот я и хочу, чтобы моим заместителем по оборудованию был настоящий самолётчик, да ещё истребительной школы. А у нашего Кербера есть старший брат Леонид Львович, заместитель Туполева по оборудованию. Он-то и влияет на младшего брата...
 Тем самым А. С. Яковлев продемонстрировал, что в этой должности видит не столько специалиста в области электрорадиотехники и авиационного оборудования, сколько аэродинамика, конструктора летательных аппаратов. Об этом разговоре Борис Львович ничего не знал, хотя и понимал, что развязка приближается. Уже сформировался непреодолимый конфликт между ним и новым заместителем А. С. Яковлева — бывшим министерским работником  М. Г. Бендерским, получившим неограниченную поддержку генерального конструктора, хотя и не имевшим конструкторского опыта. Не разбираясь в самолётном оборудовании, он часто предъявлял ничем не обоснованные или невыполнимые требования, не терпя при этом никаких возражений. Б. Л. Кербер ещё успел поработать над перехватчиком Як-27, но в конце 1958 года был вынужден уйти из ОКБ Яковлева и новый 1959 год встретил в должности заместителя генерального конструктора по оборудованию ОКБ Микояна.

За полтора месяца до этого в коротком разговоре с Б. Л. Кербером, А. С. Яковлев невольно обнаружил, что расставаясь с Борисом Львовичем, не хотел бы видеть его сотрудником какой-либо конкурирующей фирмы. О своей последней беседе с генеральным конструктором Б. Л. Кербер вспоминал:
Выждав, когда пройдут ноябрьские дни, я пошел на прием к Яковлеву и сказал, что хотел бы уйти с работы. Он довольно спокойно ответил, что согласен с моим уходом и посоветовал не ходить в другие самолётные ОКБ, а перейти куда-либо в научно-исследовательский институт. Я поблагодарил и удалился.

### В ОКБ Микояна
Годы работы под руководством А. И. Микояна оказались самыми продуктивными годами жизни Б. Л. Кербера. В ОКБ Микояна он оказался в самый разгар работ над истребителем МиГ-21. Ключевыми специалистами в подразделении Б. Л. Кербера стали А. Сорокин, К. Розанов, В. Долгих, И. Яковлев, Э. Коршунов, Л. Соколов, В. Хоменко, Е. Любомудров, Ю. Янышев и другие. Под руководством Бориса Львовича коллективу удалось создать совершенно новую систему навигации и посадки, обладающую высокой точностью вывода самолета на большой удаленности и систему автоматического захода на посадку. Одновременно была создана система предупреждения лётчика  о обнаружения излучения РЛС (СПО).

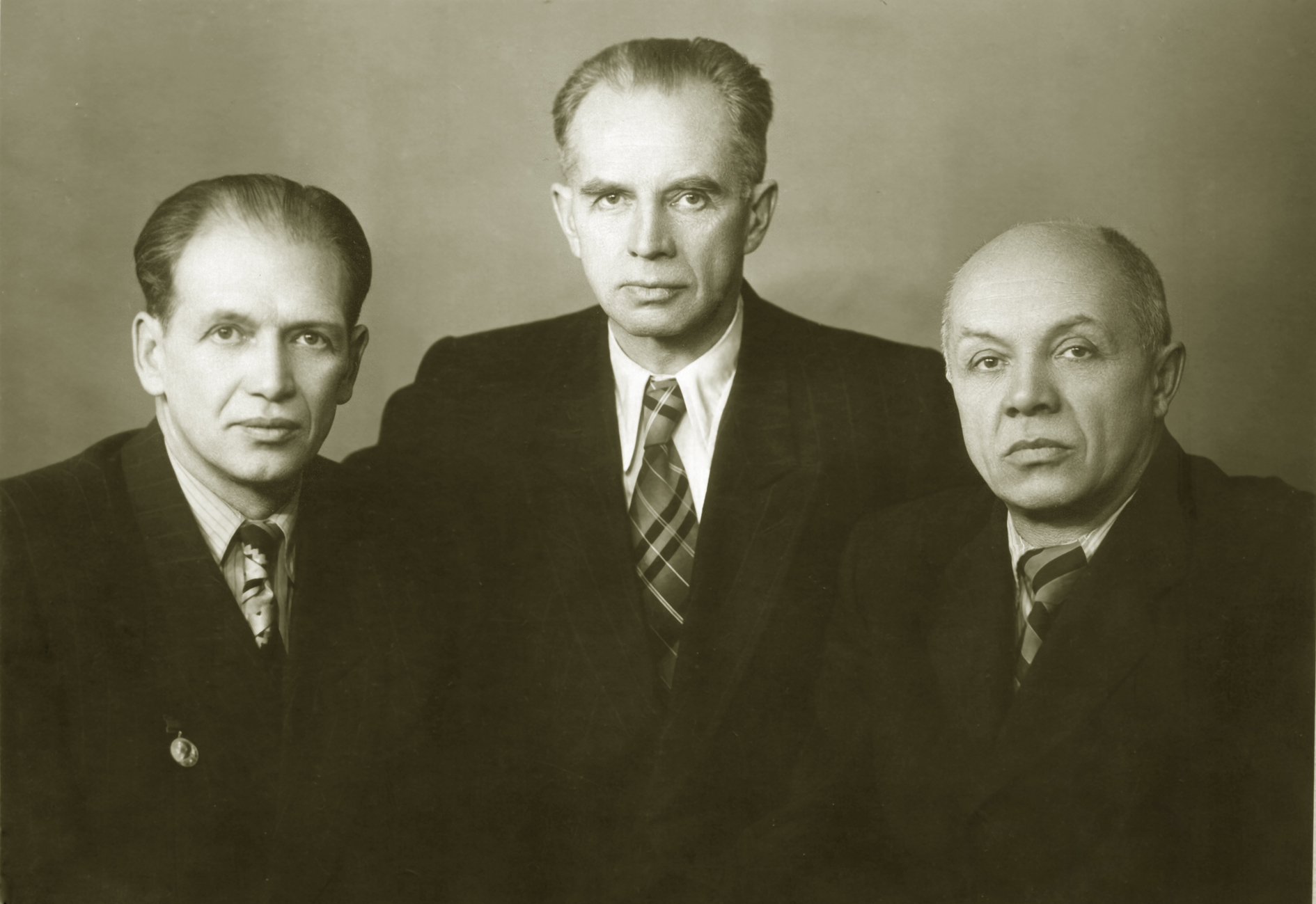
Б. Л. Кербер (слева) со старшими братьями: Леонидом (справа) и Виктором. 60-е гг.

Предметом особых забот Бориса Львовича стала радиолокационная система МиГ-21. Лётчики жаловались, что на больших расстояниях обнаружение и захват самолета-цели были неустойчивы. Это приводило к значительному уменьшению дальности пуска ракет «воздух-воздух» и к сокращению зоны боевой атаки. Изучая вопрос Б. Л. Кербер обнаружил существенное влияние ложных тревог на больших расстояниях, а также пороговое снижение мощности входного сигнала, что влекло за собой скачкообразные перемещения метки цели на экране индикатора. Борис Львович с сотрудниками разработали и установили принципиально новые приемники радиолокационных станций, предназначенные для обнаружения и сопровождения воздушных целей. Кроме того, была реализована оригинальная схема формирования светового пятна на экранах индикаторов с высокой разрешающей способностью по угловым координатам на различных дальностях.
Почти одновременно коллективом Б. Л. Кербера был создан целый пакет разведывательного оборудования для разведчика МиГ-21Р. Он состоял из двух подвесных контейнеров с аппаратурой для дневной и ночной фоторазведки и отдельного контейнера для радиоразведки.
В начале 60-х годов в ОКБ Микояна создавался новый истребитель МиГ-25 со скоростью полета до 3000 км/час и больше и с потолком до 25000 метров. Для этого самолёта Б.Л. Кербер разработал новую систему энергообеспечения. Помимо того, было изменено в размещение оборудования в кабине. Главное внимание Борис Львович уделил надежности ее герметизации и удобству катапультирования лётчика. Впервые была создана система охлаждения кабины.
МиГ-25 удалось оборудовать комплексной пилотажно-навигационной системой «Полет-1И». Она включала систему воздушных сигналов, систему курса и вертикали, систему ближней навигации. Все основные конструкторские решения «Полет-1И» были предложены Б. Л. Кербером. Впервые пилотажно-навигационная система и бортовой радиолокационный комплекс большой дальности действия «Смерч-А» были сопряжены с единой системой автоматического управления полётом, перехватом воздушных целей, комплексом ближней навигации, возврата на аэродром и посадки «Ромб-1К». Новаторской на МиГ-25 оказалась созданная Б. Л. Кербером автоматизированная система контроля бортового оборудования, а также впервые разработанная и установленная система опознавания «свой-чужой», обладавшая высокой степенью защищенности и возможностью быстрой смены кодов.
Усилиями Б. Л. Кербера на разведчике МиГ-25Р дальнейшее развитие получили комплексы дневной и ночной фоторазведки, аппаратура общей и детальной радиоразведки. Впервые была разработана и установлена радиолокационная разведывательная станция бокового обзора. Комплексная навигационная система МиГ-25Р «Пеленг» отличалась от ранее применявшихся наличием в ней бортовой цифровой вычислительной машины «Орбита-155», инерциальной навигационной системы высокой точности «АНИС-8» и системы дальней радионавигации РСДН.
На самолетах с крылом изменяемой стреловидности: истребителе-перехватчике МиГ-23 и истребителе-бомбардировщике МиГ-27 Б. Л. Кербер предложил выносить основную пилотажно-навигационную информацию на лобовое стекло. Довести эту идею до практического воплощения тогда не удалось. Это стало доступно лишь технологиям XXI века. Успел Б. Л. Кербер поработать и над истребителем четвёртого поколения МиГ-31. Этот самолёт был принят на вооружение уже после его смерти, которая последовала после тяжелого заболевания 28 ноября 1978 года. Похоронен Борис Львович в Москве.

## Интересные факты
- В мае 1935 года был запланирован демонстрационный полёт агитсамолёта «Максим Горький». Тогда, правительство пригласило на борт в качестве пассажиров сотрудников ЦАГИ, отличившихся при строительстве авиагиганта. Отпечатали пригласительные билеты, одним из которых премировали Б. Л. Кербера. Накануне полёта сотрудник ЦАГИ, также получивший приглашение, признался, что очень хотел бы полететь с женой. Он упросил Б. Л. Кербера отдать свой билет. Весьма неохотно тот согласился. Как известно, 18 мая этот полёт закончился гибелью самолёта. Погибли 11 человек членов экипажа и 35 пассажиров, из которых шестеро детей и две женщины[13]. Одной из этих женщин, очевидно, и была та самая жена специалиста ЦАГИ, которая летела по билету Б. Л. Кербера.
- Двигатели на Як-25 располагались очень низко под крыльями и при работе на земле засасывали с поверхности взлетной полосы песок и мелкие камни, которые наносили повреждения лопаткам компрессоров. Летчики метко прозвали Як-25 «пылесосом». Е. Г. Адлер спроектировал на двигатели защитные сетки, а для того, чтобы они не обледеневали, предусмотрел на спицы нихромовые нагревательные спирали. Свой проект он напрямую согласовал с А. С. Яковлевым и направил на Саратовский завод для исполнения. Оттуда сразу стали поступать жалобы, что новшество Е. Г. Адлера потребляет 10кВт, в то время, как генератор выдает только 6. Разобраться «в кратчайший срок и не останавливая производства» А. С. Яковлев послал Кербера. Ни Е. Г. Адлер, ни А. С. Яковлев не учли, что смена генератора требовала внесения существенных изменений во всю электрическую схему истребителя, а также конструктивных решений, обусловленных изменением габаритов генератора. Кербер решил все поставленные задачи, но выпуск самолётов был неизбежно задержан. А. С. Яковлев, не вникая в причину задержки, депремировал Кербера.

## Семья
- мать: Ольга Федоровна ур. фон Шульц; 1866—1942);
- жена: Антонина Петровна (ур. Алексеева; 1908—1992);
  - дочь: Ольга Борисовна (1937) — авиаинженер ИЦ ОКБ им. А.И. Микояна;
  - сын: Алексей Борисович (1941) — заместитель Главного конструктора по оборудованию ИЦ ОКБ им. А.И. Микояна;
- дед: Бернгард Августович Кербер (1837—1915) — доктор медицины, профессор Дерптского университета;
- дед: Фёдор Богданович фон Шульц (1820—1880) — контр-адмирал;
- брат: Виктор Львович Корвин-Кербер (1894—1970) — один из первых российских морских лётчиков, авиаконструктор ОКБ Д. П. Григоровича, заместитель Главного конструктора ОКБ И. В. Четверикова;
- брат: Леонид Львович Кербер (1903—1993) — авиаконструктор, доктор технических наук, заместитель Генерального конструктора А. Н. Туполева по оборудованию;
- двоюродный брат: Вильгельм Евгеньевич Гарф (1884—1938) — комдив.

## Награды и премии
- Орден Красной Звезды (1942)
- орден Отечественной войны I степени (1944)
- орден Ленина
- Сталинская премия третьей степени (1951) — за разработку в области связи
- медали